# 阿善師 (武術家)
阿善師（1780年4月7日—1867年3月7日），本名劉明善，福建詔安人，於道光年間來臺灣的西螺七嵌教授武術，後事蹟拍成電視劇《西螺七劍》而轟動一時，在今雲林縣西螺鎮建廟祭祀。

## 生平

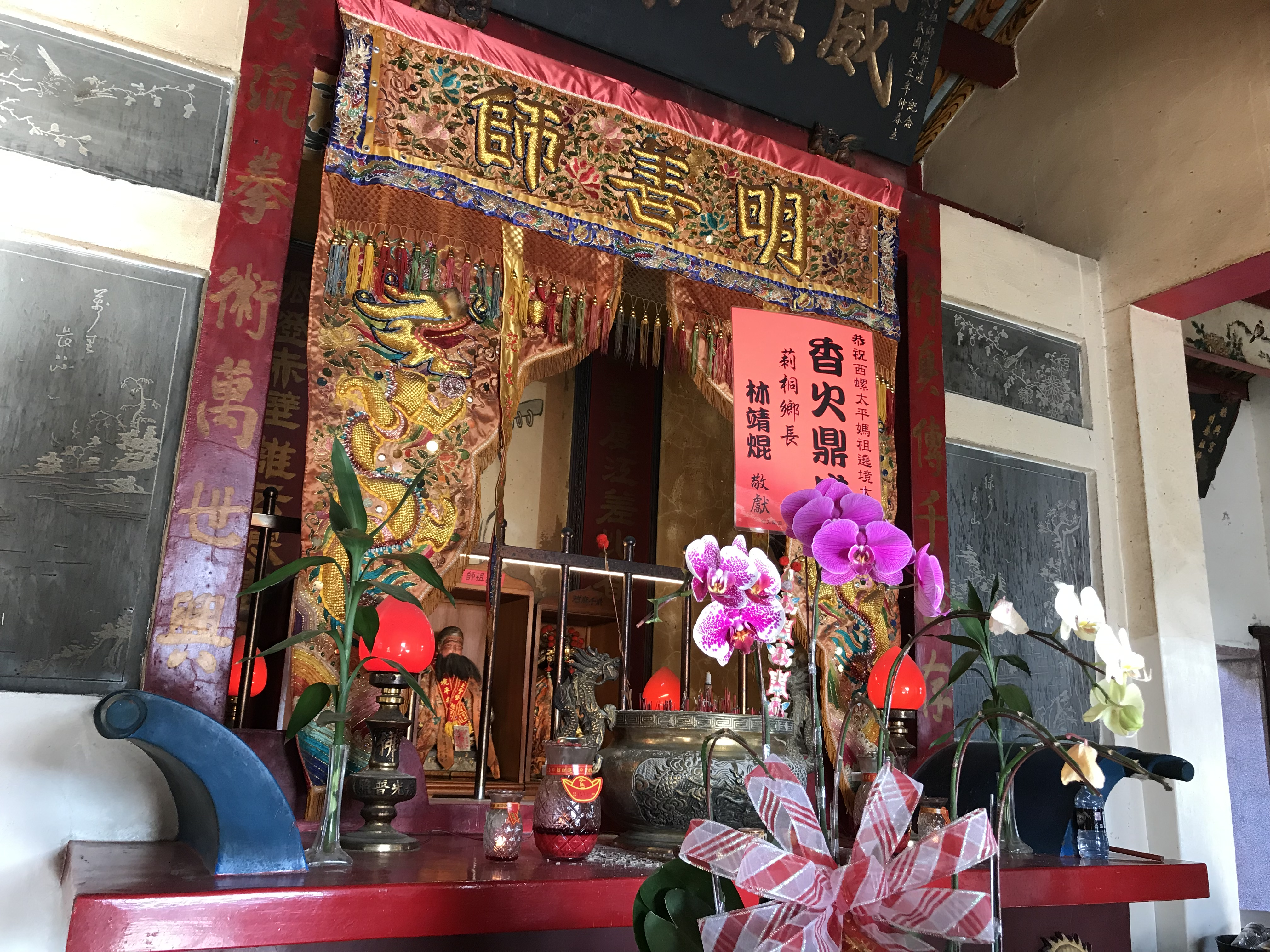
西螺振興宮阿善師神像

阿善師生於乾隆四十五年（1780年）三月初三，本名「劉苞」、「劉明善」，少年時期曾在南少林習武。道光八年（1828年），隻身來台，初居於打貓。
阿善師與打貓的劉姓居民有淵源，而當地的劉姓與西螺的張廖姓有姻親關係。道光十一年（1831年），阿善師在詔安同鄉的要求下，遷於西螺廣興庄，開設武館「振興社」。當時西螺一帶的居民大多來自詔安，因移民良莠不齊，盜賊佔山為王、打家劫舍的事不斷發生。張廖家族為求自保，便以西螺廣興里為中心，將二十五村分為「七崁」聯防自保。
道光二十六年（1846年）間，阿善師將振興社館師資格讓與廖富繼承。阿善師並依教規賜號廖富「自善」，立為振興社「執爐」，繼續教授門徒。但廖富於兩年後去世，阿善師只得復出，繼續掌理社務。同治元年（1862年），因阿善師年邁體衰、雙目失明，才立廖盾為館師，賜號「良善」，繼續為振興社執爐。後來振興社因遭水災及颱風致倒塌，阿善師將振興社社館移至廖才述、廖盾父子家，並接受廖氏父子奉養，至同治元年（1862年）雙目失明，遂告退休，立廖盾為館師執掌館務。
同治六年（1867年）二月初二，阿善師去世。

## 身後

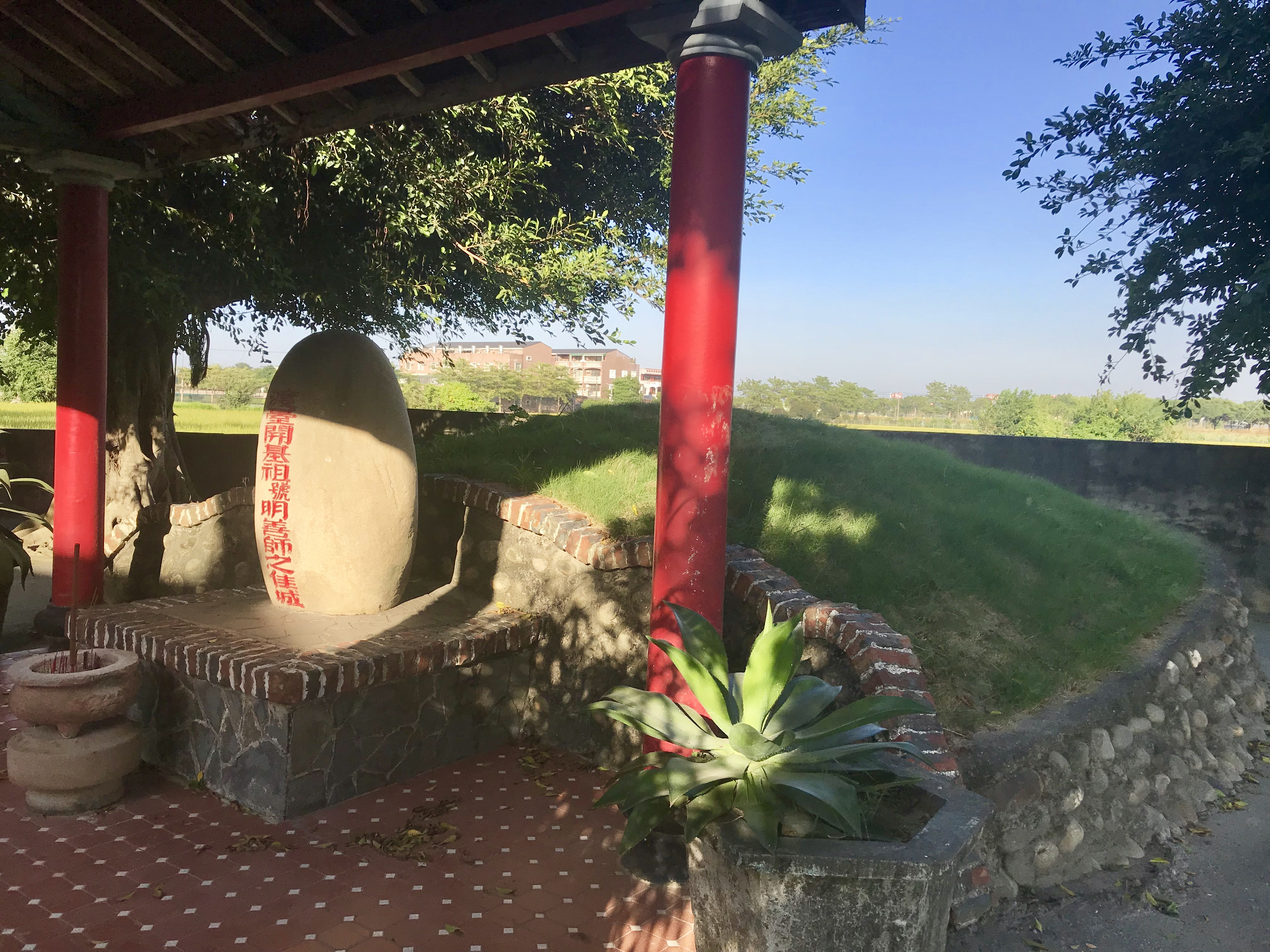
阿善師之墓

因阿善師無子女，七嵌弟子將他葬於廣興庄墓園中。臺灣總督府施行廢墓造田，阿善師墓遷於公墓地內，後來因地勢低窪、拓寬農路等因素而撿骨重埋。
振興社於日治初始日漸衰微，據傳原因很多，包括發生爭奪公產管理權的同胞相殘、三姓長期械鬥，使得武館威信受到嚴重打擊，地位一落千丈。阿善師原先使用的武術用具於日本統治期間流失。
1972年，華視播出仿照梁羽生小說《七劍下天山》制作的晚間連續劇《西螺七劍》，將西螺七嵌改成七位俠客，由劉林扮演的阿善師（劇中改名洪善）調解逐漸化解恩怨，最後更團結在一起抵抗日軍。《西螺七劍》播出後，因旅客紛紛前來拜訪阿善師墓，地方倡議重建墓身，由當地耆老廖遠足、雲林縣縣長廖泉裕父親廖東義等人撿骨，並拍攝阿善師遺骨照片。該年7月10日，墓園舉行落成典禮，華視副總經理蕭政之、華視連續劇製作人李嘉等專程南下參加典禮。西螺鎮公所在墓前撥地建立西螺振興宮，內供一尊全台唯一的阿善師神像，還奉祀池府王爺與三太子。
《西螺七劍》熱潮時，當年常有遊覽車前往振興宮祭拜；後觀光客銳減，振興宮多年未再整修，放置兵器的小屋變成雜物間。

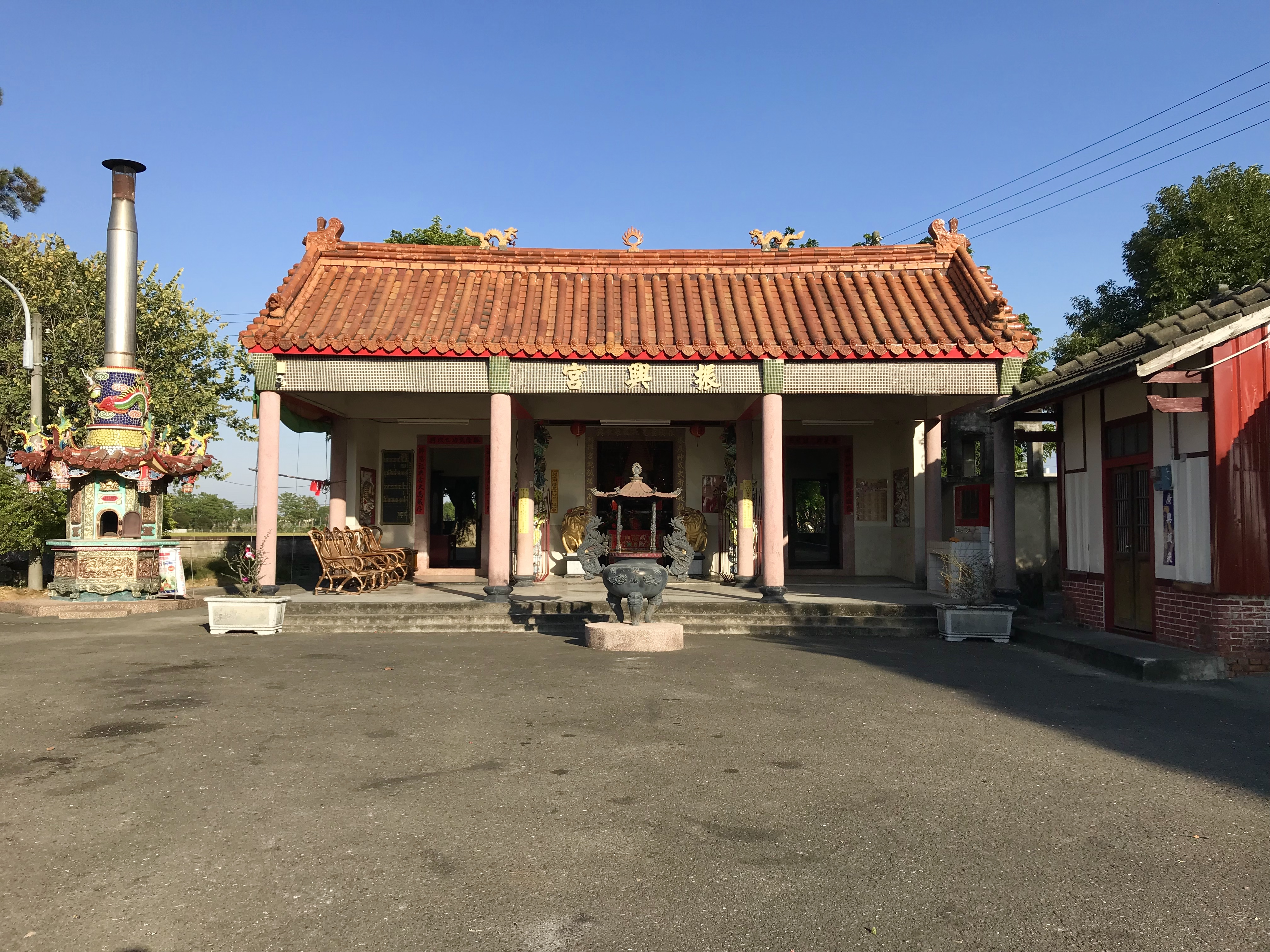
西螺振興宮